# Joris Correa
Joris Correa, né le 25 décembre 1993 à Drancy, est un footballeur français, qui joue au poste d'avant-centre.

## Biographie

### Formation
Joris Correa commence le football à l'US Sevran avant de rejoindre le Paris FC pour une saison. Il intègre ensuite le Centre de formation de football de Paris, où il évolue des Benjamins deuxième année aux 14 ans fédéraux.
En 2007, il rejoint la Corse et le SC Bastia, où il signe un contrat aspirant de trois saisons, puis un contrat stagiaire de deux ans. En 2013, n'ayant pas signé professionnel, il paraphe tout de même un contrat amateur avec le club bastiais.
Le 22 mars 2014, Correa dispute son premier match professionnel avec le SC Bastia en Ligue 1 face au Stade de Reims (victoire 2-0), en remplaçant Gianni Bruno à la 84e minute.

### Dans les divisions inférieures
Il dispute la saison 2014-2015 avec l'équipe réserve du Paris FC en CFA 2, puis dispute une saison avec le CS Sedan Ardennes en National. Après une période d'inactivité lors du second semestre 2016, il rejoint l'Olympique Grande-Synthe en CFA 2, avant de rejoindre le Sainte-Geneviève Sports en National 2.

### Révélation au FC Chambly puis découverte de la Ligue 2
En 2018, il rejoint le FC Chambly, avec qui il inscrit 13 buts en 33 matchs, faisant de lui le troisième meilleur buteur du National.
Le 10 mai 2019, il s'engage pour trois saisons en faveur de l'US Orléans en Ligue 2. Il dispute son premier match en Ligue 2 le 2 août 2019 face à son ancien club de Chambly (défaite 1-0), en remplaçant Anthony Le Tallec à la 66e minute de jeu.
Sans avoir inscrit de but en Ligue 2, il est prêté en janvier 2020 à Chambly. Le 29 février 2020, il inscrit un doublé face au leader du classement, le FC Lorient, qui permet au club isarien de s'imposer 2-1. Le 26 juin, il est conservé par Chambly, qui s'est maintenu en Ligue 2 au contraire de l'US Orléans. Lors de la saison 2020-2021 en Ligue 2, il inscrit 9 buts en 36 matchs, mais ne peut empêcher la relégation du club à l'échelon inférieur.

### Nouveau départ au Grenoble Foot
Le 28 juillet 2021, il rejoint le Grenoble Foot 38 en Ligue 2. Il fait ses débuts avec le club isérois le 7 août contre l'En avant de Guingamp, en entrant en jeu à la place de Terell Ondaan à la mi-temps. Il inscrit son premier but le 19 février 2022 lors d'une défaite 3-1 sur la pelouse du Nîmes Olympique.